# 앤젤리카 맨디
앤젤리카 맨디(Angelica Mandy, 1992년 8월 25일 ~ )는 잉글랜드의 배우이다. 해리 포터 영화 시리즈에서 가브리엘 델라쿠르 역할로 출연하였다.

## 출연 작품
- 해리 포터와 죽음의 성물 - 1부 (2010)
- 해리 포터와 불의 잔 (2005)
- 베니티 페어 (2004)